# Џејкин (Џорџија)
Џејкин (Џорџија) (енгл. Jakin) град је у америчкој савезној држави Џорџија. По попису становништва из 2010. у њему је живело 155 становника.

## Демографија
Према попису становништва из 2010. у граду је живело 155 становника, што је 2 (1,3%) становника мање него 2000. године.
| Група             | 2000.       | 2010.       |
| Белци             | 111 (70,7%) | 101 (65,2%) |
| Афроамериканци    | 44 (28,0%)  | 49 (31,6%)  |
| Азијати           | 0 (0,0%)    | 0 (0,0%)    |
| Хиспаноамериканци | 2 (1,3%)    | 2 (1,3%)    |
| Укупно            | 157         | 155         |